# Atta robusta
Atta robusta är en myrart som beskrevs av Borgmeier 1939. Atta robusta ingår i släktet Atta och familjen myror. Inga underarter finns listade.